# Nathalie Bouvier
Nathalie Bouvier (* 31. August 1969 in Les Rousses) ist eine ehemalige französische Skirennläuferin.
Die Französin gewann im November 1989 mit der Startnummer 40 den Weltcup-Riesenslalom von Park City, (USA). Dieser Sieg blieb der einzige Podestplatz in ihrer Karriere, jedoch war sie eine Läuferin, die sich immer wieder in den Top 10 in Abfahrt, Riesenslalom und Super-G zu platzieren vermochte. Der Höhepunkt in ihrer aktiven Rennzeit war der überraschende Gewinn der Silbermedaille in der Abfahrt bei den Weltmeisterschaften 1991 in Saalbach (AUT). 1988 wurde sie französische Meisterin in der Kombination und 1989 in der Abfahrt. Bouvier trat 1996 vom aktiven Skisport zurück.

## Weltcupsiege
- 23. November 1989: Riesenslalom Park City (USA)